# Dongjak-gu
Dongjak-gu (âm Hán Việt: Đồng Tước khu) là một trong 25 quận (gu) của Seoul, Hàn Quốc. Tên gọi này được bắt nguồn từ Phà Dongjaegi Naruteo trên Sông Hán, giáp quận này về phía bắc. Đây là quận (gu) thứ 17 được lập ở Seoul sau khi được tách khỏi Gwanak-gu vào ngày 1 tháng 4 năm 1980.

## Biểu tượng

Biểu tượng của Dongjak-gu

Biểu tượng chính của quận Dongjak là cò tuyết. Một nhân vật hoạt hình tên là 'Roya', một chú cò tuyết bé nhỏ, có thể được nhìn thấy trên các bảng hiệu, biểu ngữ và thậm chí cả cột đèn trên khắp quận. Theo trang web chính thức, việc sử dụng cò tuyết có ý nghĩa tượng trưng cho "tinh thần trong sạch, đẹp đẽ và cao quý" của người dân Dongjak. Biểu tượng được tìm thấy ở hầu hết các tòa nhà chính thức, mô tả con cò tuyết bay lên trời.

## Kinh tế
Dongjak là nơi đặt trụ sở của một số công ty KOSPI200, bao gồm Nongshim, Honam Petrochemical và Yuhan.

## Giáo dục
Dongjak-gu có Đại học Chongshin, khu trường sở chính của Đại học Chung-Ang, và Đại học Soongsil.
Noryangjin-dong, đặc biệt là gần ga Noryangjin được biết đến với các học viện tư nhân hoặc Hagwon, cho kỳ thi tuyển sinh đại học và kỳ thi công chức.

## Phân cấp hành chính
Quận Dongjak được phân thành 15 'dong':{| width="600px"
|-
- Daebang-dong (Đại Phương động)
- Heukseok-dong (Hắc Thạch động)
- Noryangjin-dong 1, 2 (Lộ Lương Thành động) (Bon-dong đã được sáp nhập với Noryangjin 1-dong vào tháng 9 năm 2008)
- Sadang-dong 1, 2, 3, 4, 5 (Xá Đường động) (Dongjak-dong được sáp nhập với Sadang 2-dong vào tháng 9 năm 2008)
- Sangdo-dong 1, 2, 3, 4 (Thượng Đạo động) (2 và 5 dong được sáp nhập vào tháng 1 năm 2008)
- Sindaebang-dong 1, 2 (Tân Đại Phương động)

## Địa điểm thu hút

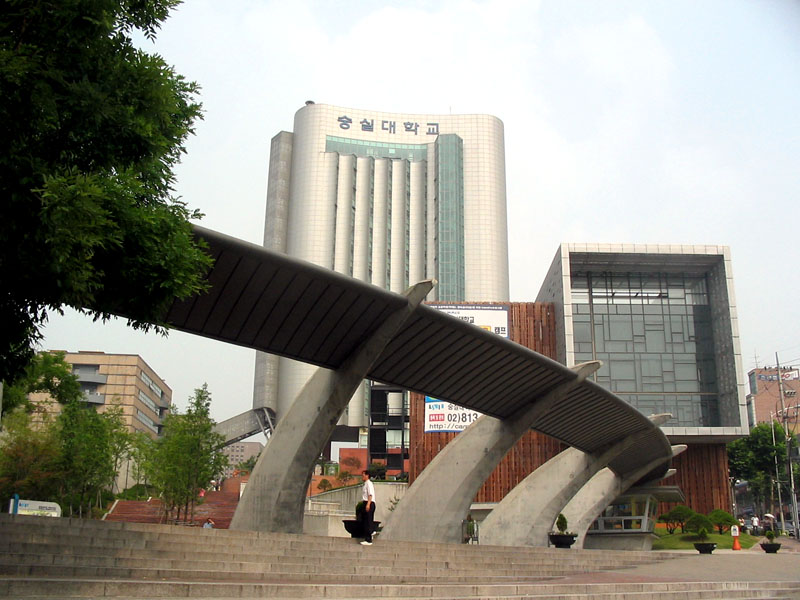
Đại học Soongsil

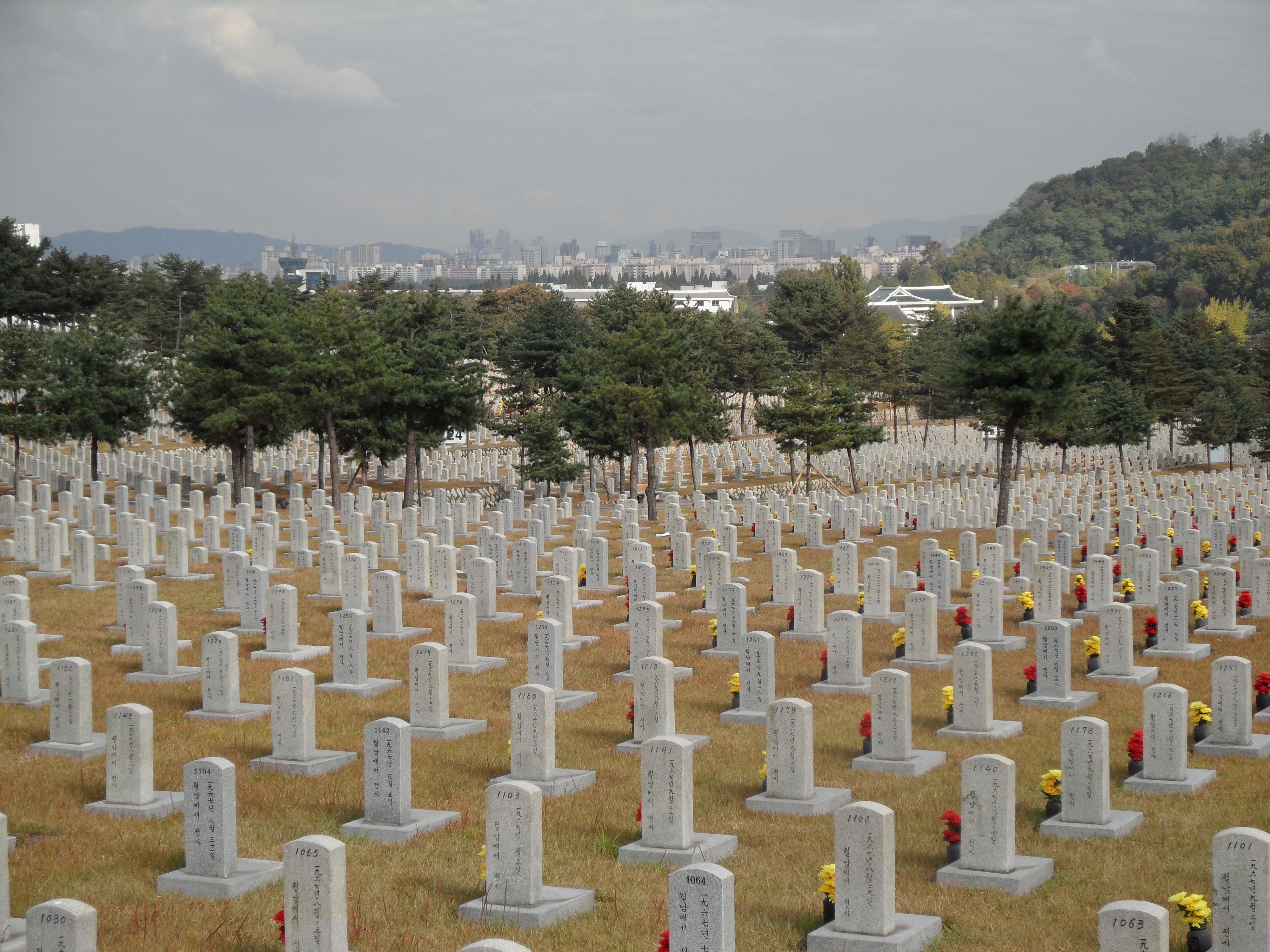
Nghĩa trang Quốc gia Seoul

Có rất nhiều điểm tham quan đáng chú ý ở quận Dongjak. Nổi tiếng nhất là Nghĩa trang Quốc gia ở Dongjak-dong. Ngoài ra, cũng có một số đền thờ trong các phường. Chợ cá Noryangjin là đáng chú ý: Gần một nửa số cá được mang đến thành phố phải đi qua đây.
Công viên Boramae là một công viên lớn được sử dụng làm sân bay trong chiến tranh Triều Tiên. Nó hiện có một số máy bay ngừng hoạt động được trưng bày. Công viên có đường chạy bộ lớn, thiết bị tập luyện, tường leo núi, công viên trượt băng, sân bóng rổ, sân cầu lông, sân tennis, sân chơi và Chùa Phật giáo Boramae.

## Vận chuyển

### Đường sắt
Korail
- Tàu điện ngầm vùng thủ đô Seoul tuyến số 1
(Yeongdeungpo-gu) ← Daebang — Noryangjin → (Yongsan-gu)

Seoul Metro
- Tàu điện ngầm Seoul tuyến số 2 Đường vòng
(Seocho-gu) ← Sadang → (Gwanak-gu) ← Sindaebang → (Guro-gu)
- Tàu điện ngầm vùng thủ đô Seoul tuyến số 4
(Yongsan-gu) ← Dongjak — Isu — Sadang → (Seocho-gu)
- Tàu điện ngầm Seoul tuyến số 7
(Seocho-gu) ← Isu — Namseong — Đại học Soongsil — Sangdo — Jangseungbaegi — Sindaebangsamgeori → (Yeongdeungpo-gu)

Công ty tàu điện ngầm Seoul tuyến 9
- Tàu điện ngầm Seoul tuyến số 9
(Yeongdeungpo-gu) ← Noryangjin — Nodeul — Heukseok — Dongjak → (Seocho-gu)

## Các đơn vị kết nghĩa
- Surrey, British Columbia, Canada
- Bình Cốc, Bắc Kinh, Trung Quốc
- Đôn Hoá, Cát Lâm, Trung Quốc
- Tahara, Aichi, Nhật Bản[4]
- Bayankhongor, Mông Cổ